# El Casal
El Casal es una localidad argentina ubicada en el Partido de General Pueyrredón de la Provincia de Buenos Aires. Se halla sobre la Ruta Nacional 2, a 19 kilómetros de Mar del Plata.
Aunque originalmente contenía mayoritariamente residencias secundarias por su buena comunicación con Mar del Plata se convirtió en una zona residencial primaria.
El censo 2022 dejó de informar la población de la localidad en forma individual y en cambio registró 644.234 pobladores en el área aglomerada sin población rural dispersa o localidades dispersas en el municipio marplatense. Además, el censo dio a conocer datos de su composición poblacional (304 499 hombres 339 735 mujeres), densidad y el área urbana redefinida que incluyó a Batán, Estación Chapadmalal y El Casal que quedaron definitivamente unidos a Mar del platal.